# MVP Arena
La MVP Arena (auparavant Knickerbocker Arena, puis Pepsi Arena, puis Times Union Center) est une salle omnisports située à Albany, dans l'État de New York.
Depuis 1993, c'est la patinoire des River Rats d'Albany de la Ligue américaine de hockey qui partagent la salle avec les Albany Conquest de l'Af2 et l'équipe masculine de basket-ball de Siena College. Les précédents locataires étaient les Albany Firebirds de l'Arena Football League, les Albany Patroons de la Continental Basketball Association, les Albany Choppers de la Ligue internationale de hockey, les Albany Attack de la National Lacrosse League, et New York Kick de la National Professional Soccer League. Le Times Union Center a une capacité de 15 000 places pour le basket-ball et le football américain en salle, puis 13 941 pour le hockey sur glace.

## Histoire
Le bâtiment, conçu et construit par Clough Harbour & Associates à un coût de $68,8 millions de dollars, a été ouvert le 30 janvier 1990 comme Knickerbocker Arena avec un spectacle de Frank Sinatra. Les droits de naming de l'arène ont été vendus à Pepsi-Cola en 1997, et il fut connu sous le nom de Pepsi Arena de 1998 à 2006. En mai 2006, les droits ont été vendus à Times Union, un journal régional, ainsi l'édifice est devenu le Times Union Center le 1er janvier 2007. Depuis le 15 novembre 2021, il a été annoncé que la compagnie MVP Health Service a acquis les droits de renommer l'arène à partir de 1er janvier 2022.

## Événements
- Concert de Frank Sinatra, 30 janvier 1990
- Tournoi de basket-ball de la Metro Atlantic Athletic Conference, 1990-1996, 1998, 2000, 2002, 2004, 2006, 2008 et 2010
- WWE Royal Rumble 1992, 19 janvier 1992
- NCAA Frozen Four, 1992 et 2001
- 1er et 2d tours du tournoi du Championnat NCAA de basket-ball, 1995
- Finales de la Coupe Calder, 20 et 21 mai 1995
- ArenaBowl XIII, 21 août 1999
- WWE No Mercy, 22 octobre 2000
- Tournoi East Regional du Championnat NCAA de basket-ball, 2003
- ECAC Championship Game, depuis 2003
- WWE New Year's Revolution, 8 janvier 2006
- Tournoi East Regional du Championnat NCAA de hockey sur glace, 2008

## Galerie

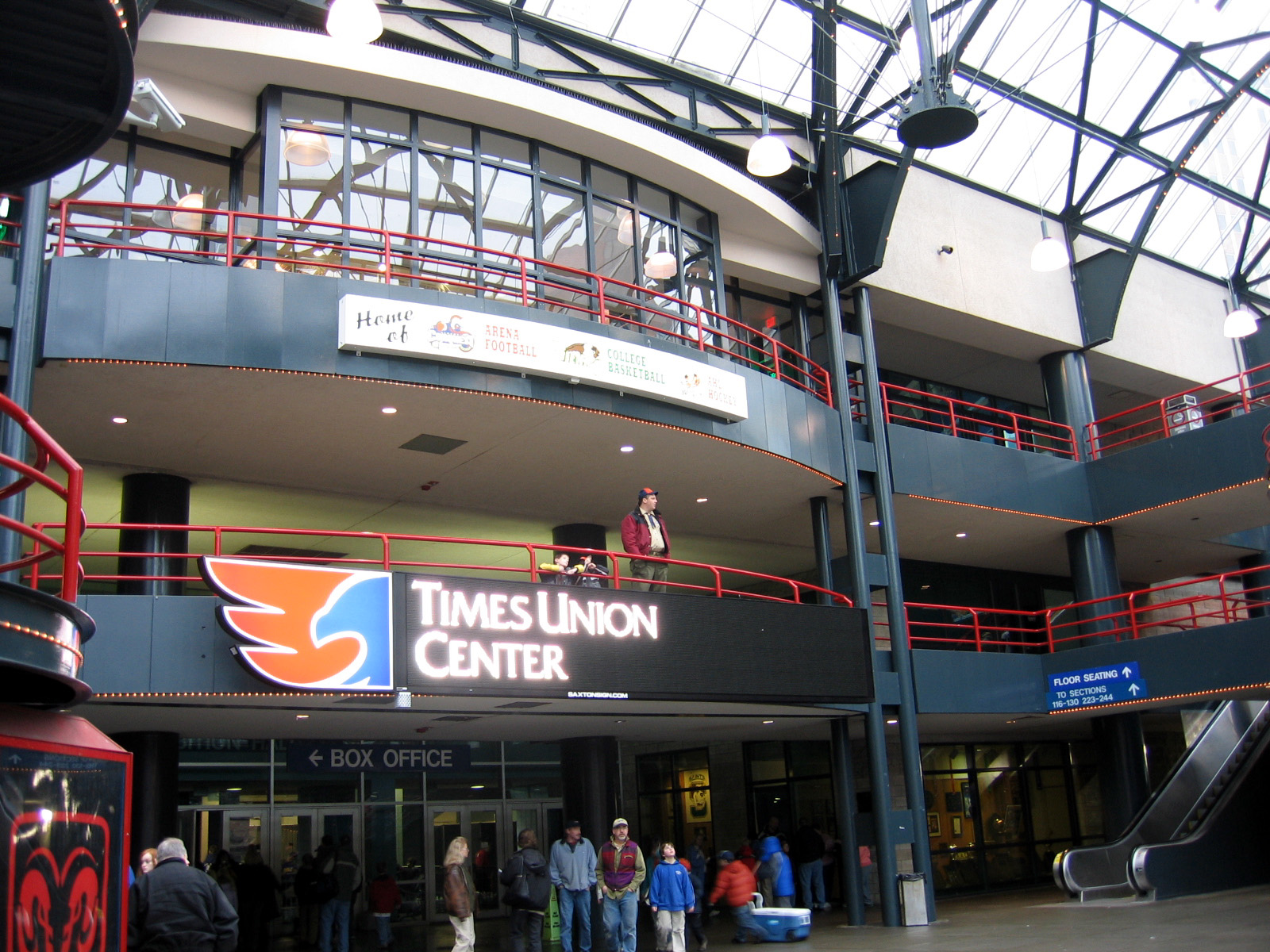
Atrium
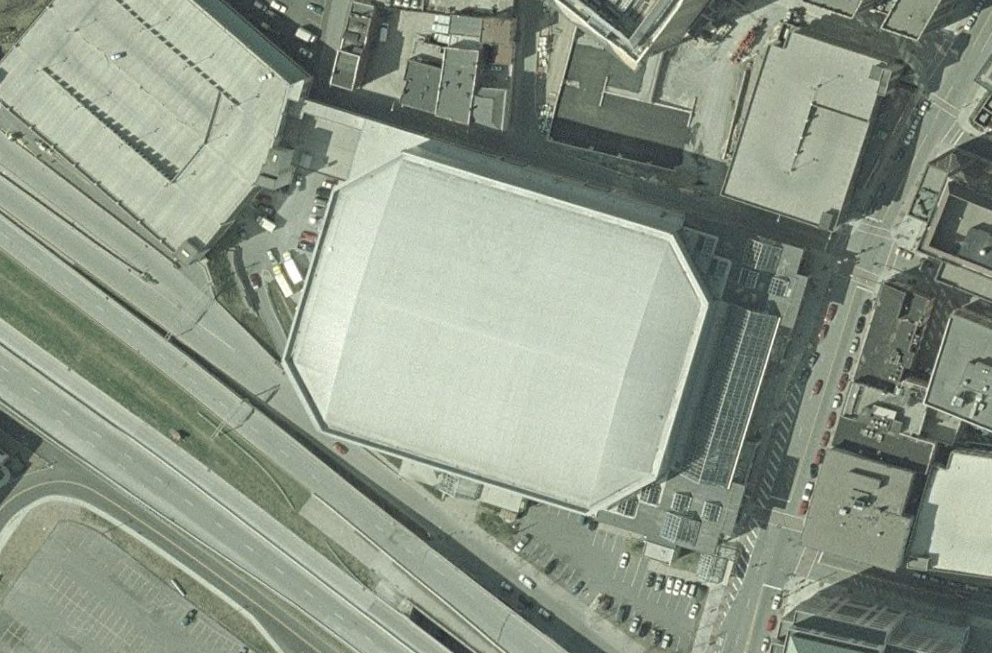
Image satellite